# Monique Hennessy
Pour les articles homonymes, voir Hennessy (homonymie).
Monique Hennessy est une actrice de cinéma et de théâtre française. Elle était secrétaire pour Melville dans le studio Jenner.

## Filmographie
- 1959 : Deux hommes dans Manhattan
- 1961 : Léon Morin, prêtre
- 1961 : Un nommé La Rocca
- 1962 : Le Doulos de Jean-Pierre Melville